# Festivaluri de film din România
Listă de festivaluri de filme din România:
- Bucharest Short Film Festival / BSFF 2024Ediția a 9-a are loc în perioada 6-11 noiembrie 2024, la Cinemateca Eforie, Cinemateca Union & Galleria RAM! Pregătește-te să descoperi o selecție remarcabilă de scurtmetraje premiate la cele mai prestigioase festivaluri internaționale, precum Premiile Oscar, Cannes, Berlin, Clermont-Ferrand, Veneția, Annecy, Palm Springs sau Sundance. Vei avea ocazia să vizionezi filme care aduc perspective noi și inovație în cinematografia mondială. Eveniment Facebook  Bilete & Program Eventbook
- Festivalul de Artă „Film in sat"[1]
- Festivalul Internațional de Film Transilvania, în Cluj-Napoca
- Comedy Cluj, în Cluj-Napoca
- FILMSTUD, Iași[2][3][4][5][6]
- Festivalul Internațional de Film „Serile Filmului Gay FILM FESTIVAL”, în Cluj-Napoca
- Festivalul Astra Film, în Sibiu
- Feminist and Queer International Film Festival, primul festival de film feminist și queer din România
- Festivalul de Film Istoric de la Râșnov [7][8][9][10]

- Festivalul Internațional de Film Timishort, în Timișoara - aflat la a treia ediție în anul 2011 [11][12]
- Festivalul Internațional de Film București - Bucharest IFF
- NexT, festivalul dedicat memoriei lui Cristian Nemescu și Andrei Toncu [13][14][15][16][17]

- Festivalul Internațional de Film Independent ANONIMUL [18][19][20][21][22]
- Festivalul Internațional al Producătorilor de Film Independenți de la Constanța - IPIFF [23]

- „Filmul de Piatră”, festival de scurtmetraje din Piatra Neamț, aflat la a treia ediție în ianuarie 2012 [24][25][26][27][28][29]

- Festivalul Internațional de Film de Animație Animest [30][31][32]
- Les Films de Cannes à Bucarest [33][34]

- Festivalul Filmului European [35][36][37]
- Festivalului Filmului Românesc de la Londra [38]
- Festivalul Național de Film de la Mamaia [39]
- Bucharest Music Film Festival [40]
- Festivalul Internațional de Film de Scurtmetraj Alter-Native de la Târgu-Mureș [41]
- Festivalul Internațional de Film pentru Copii KINOdiseea [42]
- Festivalul Internațional de Film Buzău - BUZZ[43][44]
- Chitilia Film Fest [45]
- Divan Film Festival [46]

- Festivalul de Film Documentar București Docuart Fest [47]
- Festivalul de film documentar din Gura Humorului [48]
- Festivalul filmului documentar de la Sfântu Gheorghe [49]

- Festivalul de Film Horror & Fantastic „Lună plină” din Biertan, județul Sibiu [50]

- Festivalul romanesc de film, desfășurat în Portul Cultural Cetate [51]

- Festivalul internațional de filme ecologice din Sinaia [52]

- Festivalul Filmului Britanic [53]

- Festivalul Internațional de Film DaKINO [54][55][56][57]

- Atelierul de film documentar Aristoteles Workshop (AW) de la Vama[58][59][60]

- Making Waves: New Romanian Cinema, din New York [61][62][63]

- Festivalul Internațional de Film Cinepolitica [64][65]

- Festivalul Internațional de Film despre Oameni și Mediu „Pelicam” din Tulcea [66]

- CineMAiubit este unul dintre cele mai importante festivaluri, dar și cel mai vechi eveniment de profil dedicat filmului studențesc din România.[67]
- ClujShorts International Short Film Festival www.clujshorts.ro
- Festivalul Film pe Pâine
- Festivalul de film Science Fiction și Fantasy „The Galactic Imaginarium" , Dumbrăvița-Timiș, festival.galactic.one

- The Black Sea Film Festival. Filme de scurt și lung metraj. Ca și primele sale 4 ediții, TBSFF 2020 va avea loc în luna august, în Amfiteatrul „Dincolo”, din Vama Veche.
- Transilvania Shorts. TS 2020 va fi a-5-a ediție. Primele patru evenimente (2016 – 2019) fiind organizate, în mod alternativ, în Târgu Mureș, Sibiu și Brașov.
- Romanian Mental Health Film Festival (RMHFFest) - se desfășoară în Iași - Primul festival de film din România dedicat sănătății mentale. Festivalul își propune să folosească filmul pentru a iniția conversația despre sănătatea mentală și despre probleme umane importante și complexe din realitatea imediată, onorând experiența oamenilor.
- Iași International Film Festival (IIFF) - aflat la prima ediție în 2009 [68][69]

Alte proiecte
- ShortsUP este un proiect generat de Asociația ORICUM, care aduce în atenție cele mai valoroase scurtmetraje din lume [70]